# Withania
Withania ist eine Gattung aus der Familie der Nachtschattengewächse. Je nach Autor wird die Gattung enger umschrieben, mit nur etwa zehn Arten oder weiter umschrieben mit etwa 20 Arten.

## Beschreibung

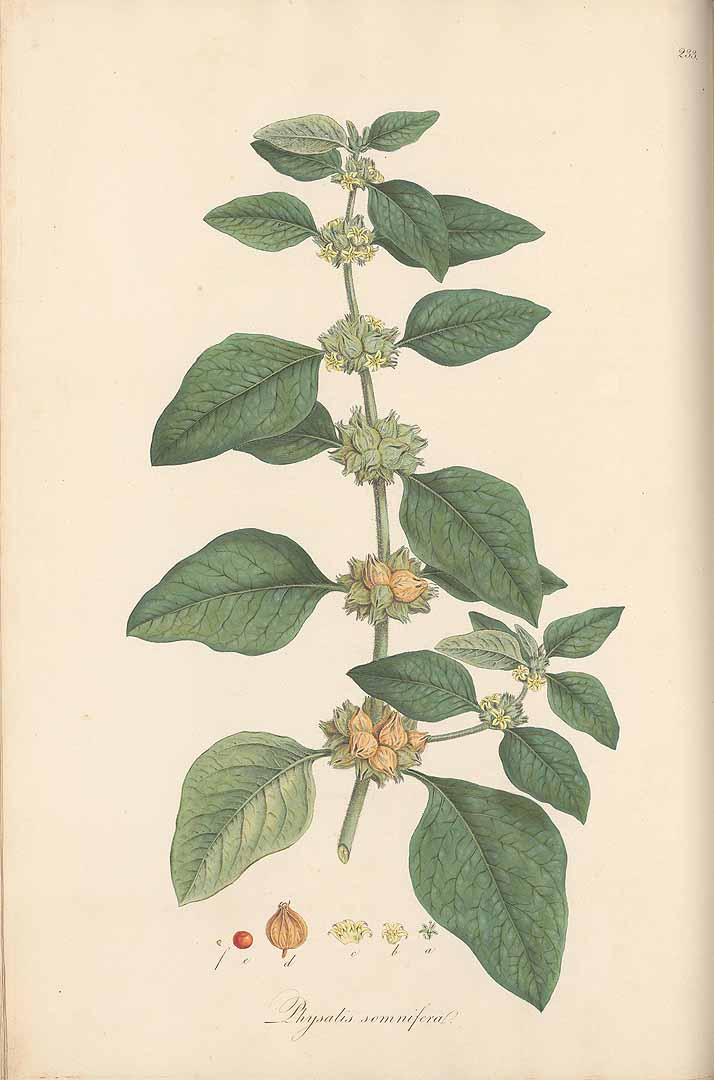
Illustration der Schlafbeere (Withania somnifera)

### Vegetative Merkmale
Die Arten der Gattung Withania sind Sträucher oder ausdauernde krautige Pflanzen. Sie sind mit verzweigten oder teilweise unverzweigten Trichomen besetzt. Die stark verzweigte Sprossachse wächst aufrecht.
Die einzeln oder paarweise stehenden Laubblätter sind in Blattstiel und Blattspreite gegliedert. Sie können unbehaart oder behaart sein. Wenn sie behaart sind, sind die Trichome oftmals verzweigt. Die Blattspreiten sind einfach.

### Generative Merkmale
Die Blüten stehen einzeln oder in dicht gedrängten Gruppen in den Achseln. Die Blütenstiele sind kurz.
Die zwittrigen Blüten sind radiärsymmetrisch und fünfzählig mit doppelter Blütenhülle. Der Kelch ist glockenförmig und mit Kelchzähnen besetzt. Die fünf Kronblätter sind oft bis zur Hälfte ihrer Länge verwachsen und bilden eine eng glockenförmige Krone.
Die Staubblätter sind gleichgestaltig und setzen nahe der Basis der Kronröhre an. Die Staubfäden sind leicht gestutzt, die Staubbeutel sind oftmals zueinander geneigt. Der Blütenboden ist deutlich ausgeprägt und umschließt ringförmig die Basis des Fruchtknoten. Der Fruchtknoten ist zweikammerig und enthält eine Vielzahl von Samenanlagen. Der Griffel ist schlank.
Bei Fruchtreife vergrößert sich der Kelch, umschließt die kugelförmige, glänzende Beere und schließt sich an der Spitze. Die Samen sind eingedrückt nierenförmig, der Embryo ist geschraubt und liegt am Rand des Samens.

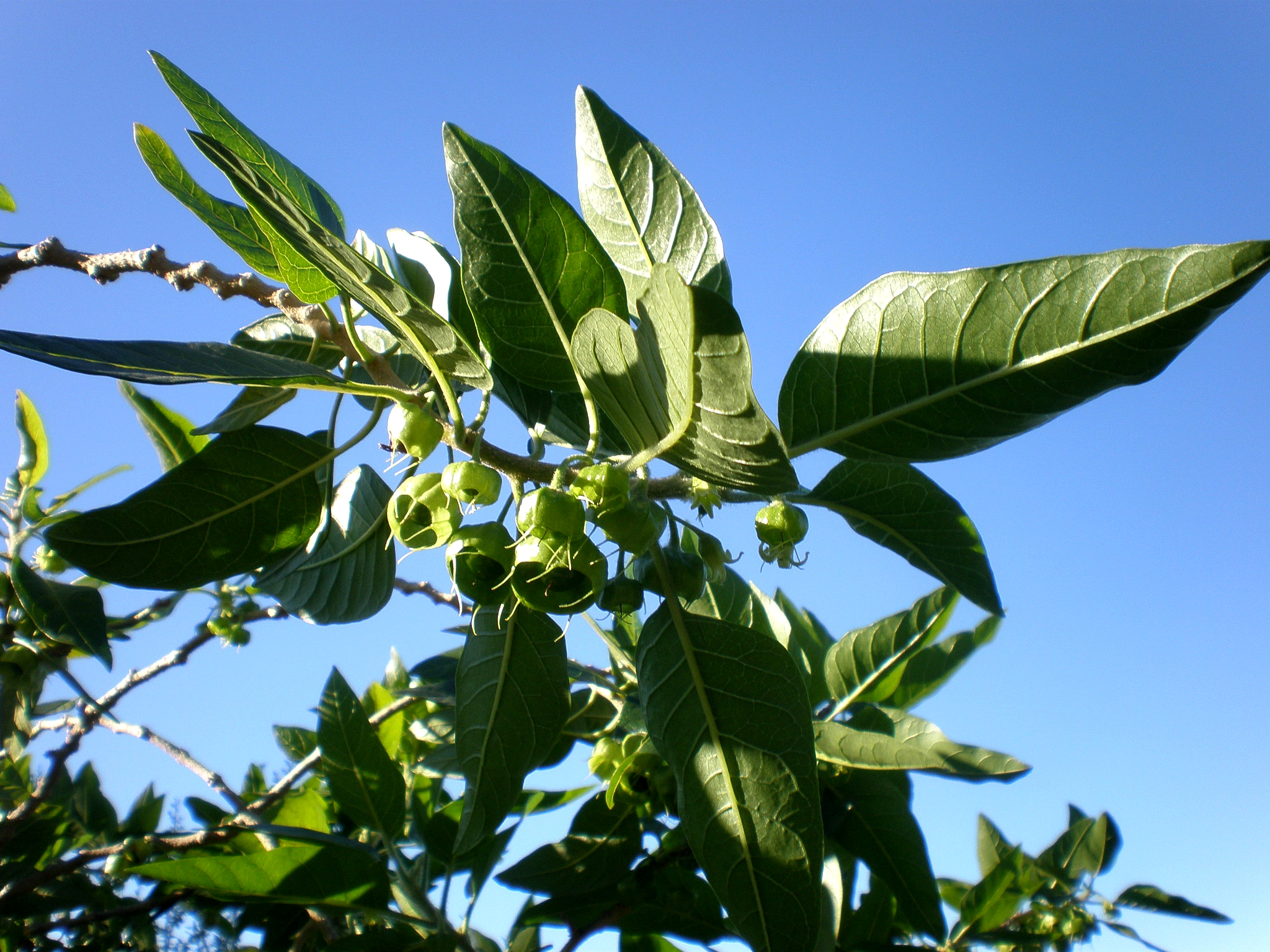
Withania aristata

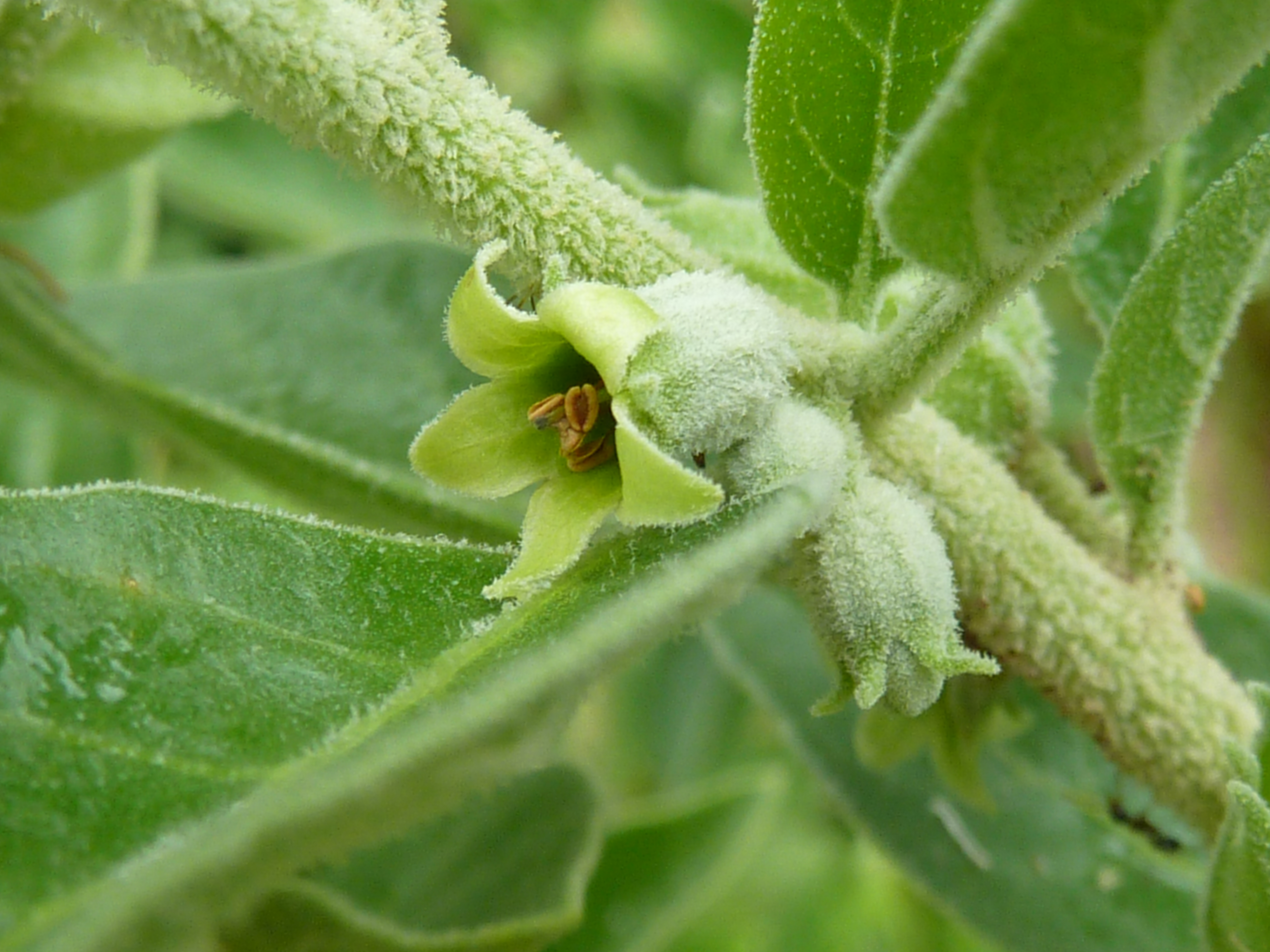
Zweig mit Blüte der Schlafbeere (Withania somnifera)

## Systematik
Die Gattung Withania wurde 1825 durch Charles Louis Constant Pauquy in De la Belladone . . . Paris, 14 aufgestellt. Der Gattungsname Withania ehrt wahrscheinlich den englischen Paläobotaniker und Geologen Henry Thomas Maire Silvertop Witham (geb. als Silvertop) (1779–1844).
Der Umfang der Gattung Withania wird von verschiedenen Autoren unterschiedlich interpretiert. Während Heppner (1991) nur zehn Arten, die von den Kanarischen Inseln über Afrika bis nach Nepal vorkommen, in die Gattung einschließt, fasst Armando Hunziker (2001) die Gattungen Withania (sensu Heppner), Physaliastrum, Mellissia und Archiphysalis zusammen, so dass die Gattung in etwa 20 Arten umfasst. In der Systematik nach Olmstead (2007) werden die vier Gattungen jedoch wieder getrennt geführt.
Folgende Arten können genannt werden (Auswahl):
- Withania aristata (Aiton) Pauquy
- Withania coagulans (Stocks) Dunal: Sie kommt von Afghanistan bis Indien und Nepal und im Oman vor.[5]
- Strauch-Withanie[6] (Withania frutescens (L.) Pauquy)
- Schlafbeere (Withania somnifera (L.) Dunal)

## Verwendung
Die Schlafbeere (Withania somnifera) ist in Afrika, Indien und Pakistan ein wichtiger Bestandteil der Volksmedizin. Sie enthält wie alle Arten der Gattung einen großen Anteil an Withanoliden und Alkaloiden. Ihr indischer Name ist „Ashwagandha“, oftmals sie auch als „Indischer Ginseng“ bezeichnet.